# Moby Dick 5/Le avventure di Gamba
Moby Dick 5/Le avventure di Gamba è un singolo del gruppo I Cavalieri del Re,  pubblicato nel 1983.

## Lato A
Moby Dick 5 è un brano musicale scritto da Riccardo Zara utilizzato come sigla dell'anime omonimo. 
Era stato precedentemente proposto come sigla di X-Bomber ma venne scartato dalla RCA. Zara modificò il testo e l'arrangiamento, inserendo all'inizio del brano l'effetto speciale del ribollio dell'acqua, ottenuto soffiando con una cannuccia in un bicchiere, per evocare una balena che emerge dalle acque,  e che nella versione demo inviata alla casa discografica e mai pubblicata, dura quasi un minuto.

## Lato B
Le avventure di Gamba è un brano musicale scritto da Riccardo Zara
utilizzato come sigla dell'anime omonimo. 
La canzone ha un arrangiamento semplice e immediato con un andamento quasi Blues, ed un flauto in improvvisazione,  presente sia nelle strofe che nel ritornello. In un primo momento il nome del protagonista era stato inteso come "Ganba",  per un errore di translitterazione dal giapponese, tanto che anche lo stesso Zara aveva realizzato una prima versione della sigla con quel nome, poi corretta.